# Sallenelles
Sallenelles é uma comuna francesa na região administrativa da Normandia, no departamento Calvados. Estende-se por uma área de 1,25 km². Em 2010 a comuna tinha 297 habitantes (densidade: 237,6 hab./km²).